# Tempête Petra
Pour les articles homonymes, voir Tempête (homonymie) et Petra.
La tempête Petra est une tempête synoptique hivernale qui a touché l'Europe de l'Ouest en particulier la France et le Royaume-Uni.

## Chronologie des événements
Le mardi 4 février 2014 entre 16 heures et 18 heures, le vent commence déjà à devenir très fort sur les caps exposés de la Bretagne avec des rafales de 146 km/h à Ouessant-Stiff et de 139 km/h à Camaret-sur-Mer.
Entre 17 heures et 18 heures on enregistre des pointes de 155 km/h à Camaret-Sur-Mer et de 150 km/h à Ouessant-Stiff, en fin de journée les rafales faiblissent légèrement mais les rafales de vent progressent à l'intérieur des terres.
À 20 heures, la dépression continue sa progression, son centre étant situé sur les côtes irlandaises, les vents sont toujours aussi forts sur les côtes bretonnes avec parfois des rafales supérieures à 150 km/h notamment sur les caps les plus exposés à Camaret-Sur-Mer avec 156 km/h et 137 km/h à la pointe du Raz, le minimum de pression enregistré est de 972 hPa sur les côtes de l'Angleterre.
Dans la nuit du 4 février au 5 février, les vents faiblissent et on ne relève plus de rafales de vents supérieures à 150 km/h.
Dans la matinée du 5 février, les rafales continuent de faiblir, les rafales ne dépassent plus les 100 km/h sauf localement, cependant dans le Centre-Est les vents se renforcent et atteignent 70/80 km/h.
Cette tempête est à l'origine d'un phénomène de vague-submersion qui provoquera une houle parfois supérieure à 19 mètres, ce qui permet au phénomène d'érosion des côtes de continuer sa progression.
Un peu avant, samedi 1er et dimanche 2 février 2014, les effets sur les hauteurs d'eau des forts coefficients de marée (supérieurs à 110) en conjonction avec le passage d'une dépression hivernale au Nord des îles Britanniques ont été mesurées par les marégraphes RONIM du SHOM.

### Rafales de vent maximales enregistrées[2]
| Pays   | Ville                  | Vent maximal enregistré | Commentaire                                  |
| ------ | ---------------------- | ----------------------- | -------------------------------------------- |
| France | Iraty(64)              | 186 km/h                | La station est située à 1427 m d'altitude    |
| France | Camaret(29)            | 156 km/h                |                                              |
| France | Mont-Aigoual(30)       | 152 km/h                | La station est située à 1567 m d'altitude    |
| France | Ouessant(29)           | 150 km/h                |                                              |
| France | Pointe de la Masse(73) | 140 km/h                | Cette station est située à 2800 m d'altitude |
| France | Pointe du Raz(29)      | 137 km/h                |                                              |
| France | Col du Béal(63)        | 134 km/h                | Cette station est située à 1400 m d'altitude |
| France | Pointe de Penmarch     | 133 km/h                |                                              |
| France | Île d'Yeu(85)          | 128 km/h                |                                              |
| France | Cap Béar(66)           | 128 km/h                |                                              |